# The Twilight Saga: Breaking Dawn – Part 1
The Twilight Saga: Breaking Dawn – Part 1 är en amerikansk film från 2011 i regi av Bill Condon. Filmen är den första av två delar som är baserade på Stephenie Meyers roman Så länge vi båda andas. Den hade premiär i USA den 18 november 2011 och i Sverige den 16 november 2011. Filmen har 11-årsgräns. Breaking Dawn – Part 1 släpptes på DVD och blu-ray 14 mars 2012 i Sverige.
Inspelningen påbörjades i Baton Rouge, Louisiana den 8 november 2010 och avslutades i Vancouver den 15 mars 2011. Bella och Edwards smekmånad spelades in i  Brasilien.

## Rollistan
- Isabella "Bella" Cullen - Kristen Stewart
- Edward Cullen - Robert Pattinson
- Renesmee Cullen - Mackenzie Foy
- Jacob Black - Taylor Lautner
- Alice Cullen - Ashley Greene
- Emmett Cullen - Kellan Lutz
- Jasper Hale  - Jackson Rathbone
- Rosalie Hale  - Nikki Reed
- Carlisle Cullen - Peter Facinelli
- Esme Cullen - Elizabeth Reaser
- Charlie Swan - Billy Burke
- Benjamin - Rami Malek
- Sam Uley - Chaske Spencer
- Paul - Alex Meraz
- Embry Call - Kiowa Gordon
- Quil Ateara - Tyson Houseman
- Jared - Bronson Pelletier
- Leah Clearwater - Julia Jones
- Seth Clearwater - Boo Boo Stewart
- Billy Black - Gil Birmingham
- Aro - Michael Sheen
- Marcus - Christopher Heyerdahl
- Caius - Jamie Campbell Bower
- Alec - Cameron Bright
- Demetri - Charlie Bewley
- Felix - Daniel Cudmore
- Mike Newton - Michael Welch
- Eric Yorkie - Justin Chon
- Angela Webber - Christian Serratos
- Jessica Stanley - Anna Kendrick
- Irina - Maggie Grace
- Tanya - MyAnna Buring
- Eleazar - Christian Camargo
- Kate - Casey Labow
- Carmen - Mía Maestro
- Sue Clearwater - Alex Rice